# Aleksa Palladino

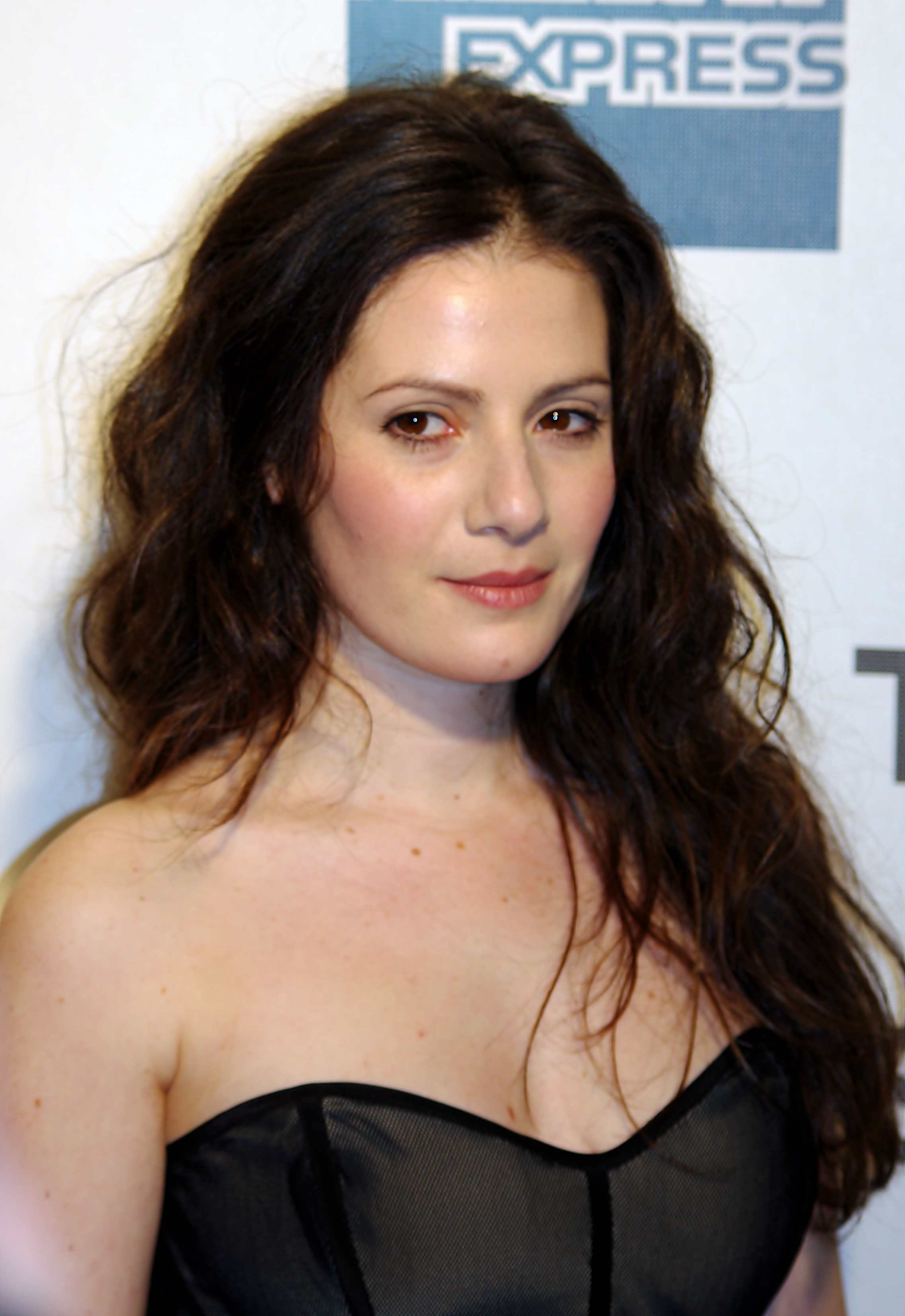
Aleksa Palladino (2011)

Aleksa Palladino (ur. 21 września 1980 w Nowym Jorku) – amerykańska aktorka, która grała m.in. w serialach Zakazane imperium, Halt and Catch Fire i filmie Irlandczyk.

## Wybrana filmografia
- 1998: Przygody Sebastiana Cole jako Mary
- 2001: Storytelling jako Catherine
- 2003: Uśmiech Mony Lizy jako Frances
- 2004: Zbuntowana nastolatka jako Amherst Interviewer
- 2006: Uznajcie mnie za winnego jako Marina DiNorscio
- 2007: Nim diabeł dowie się, że nie żyjesz jako Chris
- 2007: Droga bez powrotu 2 jako Mara Stone
- 2009: Acts of Mercy jako Maggie Collins
- 2010-2011: Zakazane imperium[1] jako Angela Darmody
- 2014: The Midnight Swim jako Isa
- 2014-2015: Twardzielka jako Sarah
- 2015: Halt and Catch Fire[1] jako Sara Wheeler
- 2016: Powrót do Heaven’s Veil jako Karen Sweetzer
- 2016: Holidays jako Persian
- 2019: Na cały głos jako Judy Laterza
- 2019: Irlandczyk jako Mary Sheeran
- 2019: The Mandela Effect jako Claire
- 2021: No Man of God jako Carolyn Lieberman